# Dienstadt

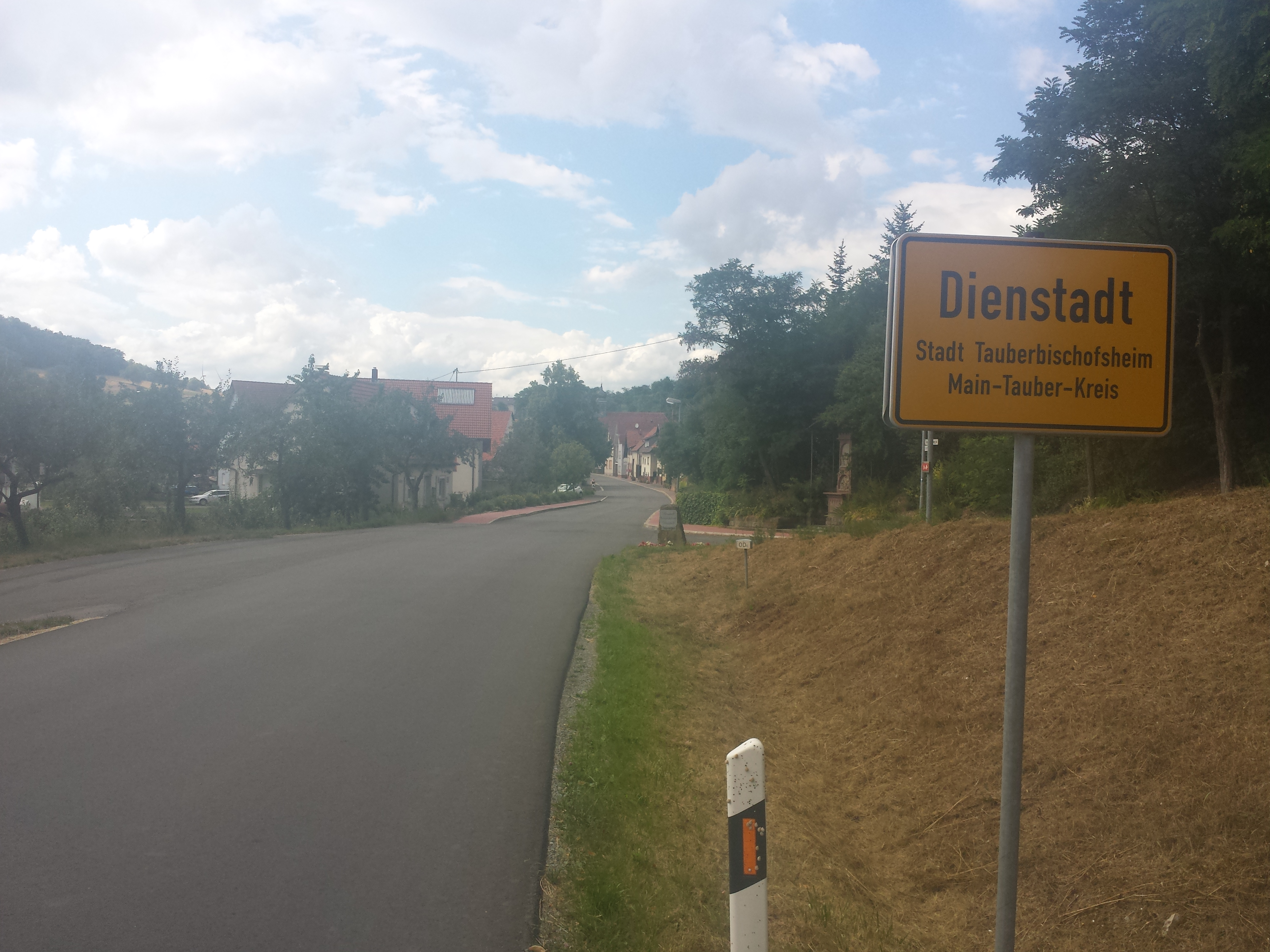
Dienstadt

Dienstadt es uno de los siete barrios de Tauberbischofsheim en el distrito de Meno-Tauber del estado de Baden-Wurtemberg en Alemania. Tiene una población de 315 habitantes.

## Monumentos y sitios de interés

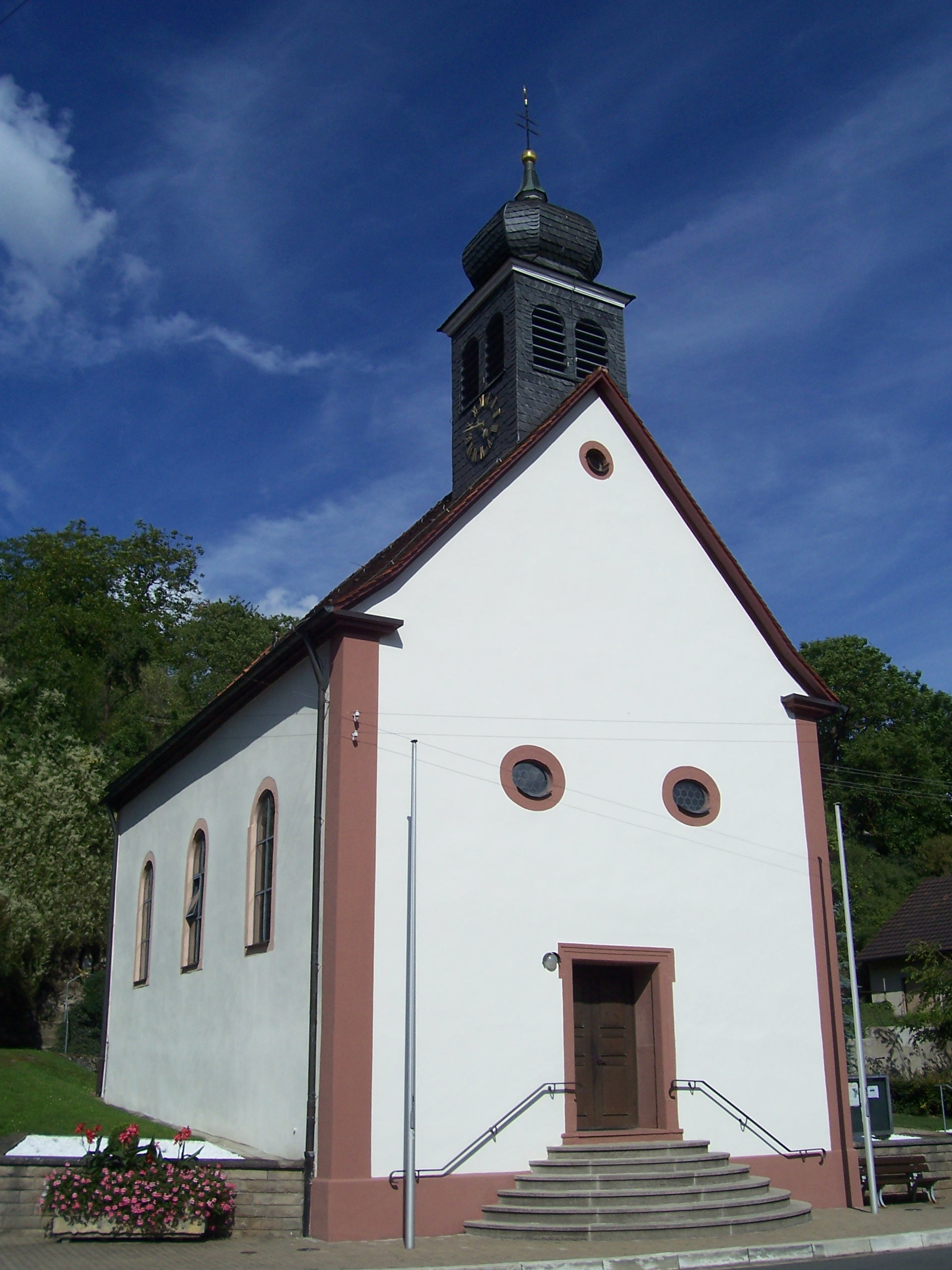
Santiago el Mayor (1783)
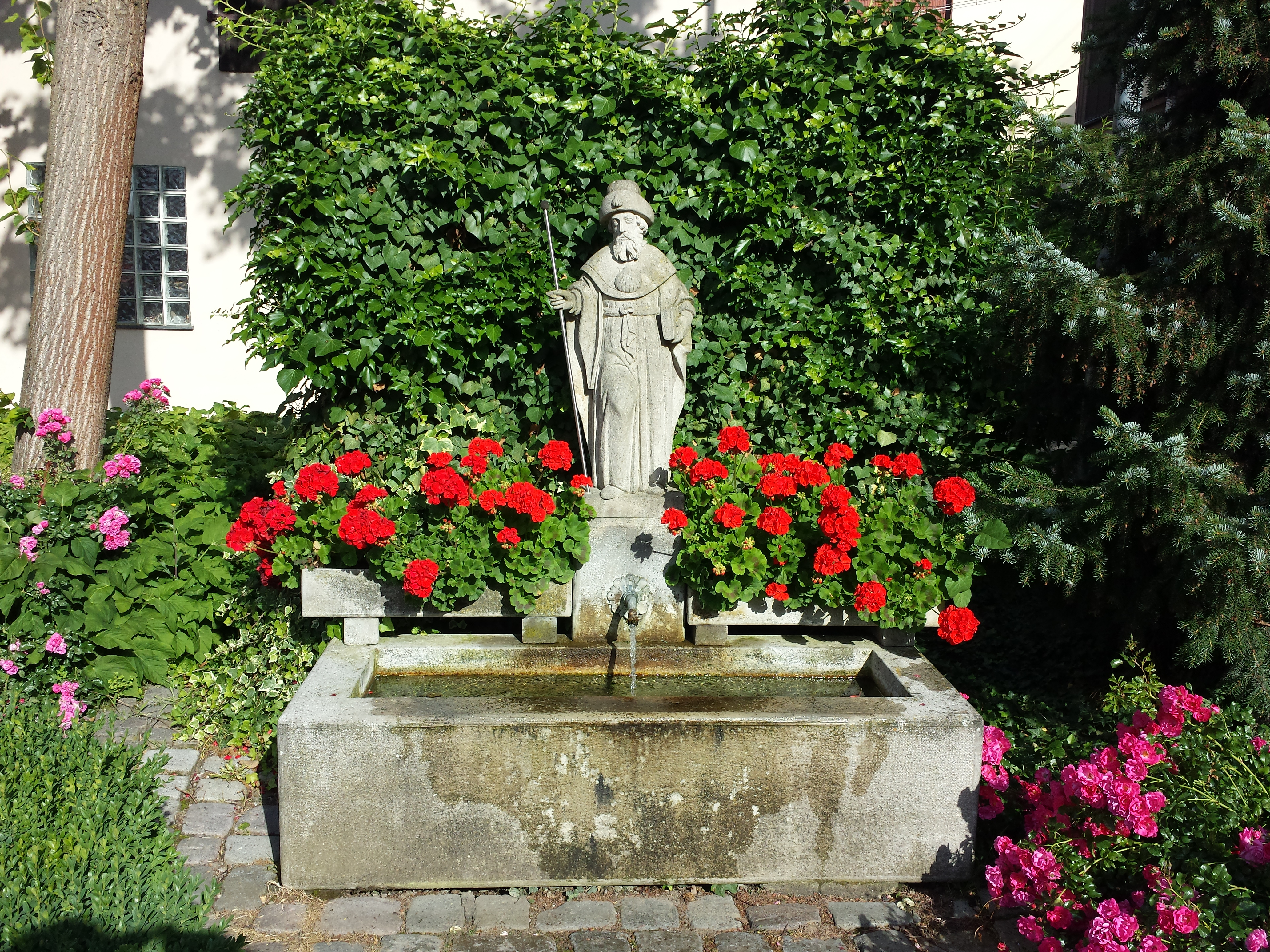
Santiago el Mayor